# Salt Creek
Salt Creek es un afluente del río Platte, ubicado en los condados de Saunders, Cass y Lancaster en el sureste de Nebraska. Tiene una longitud aproximada de 44,38 millas (71,42 km). Se conecta con el río Platte en Mahoney State Park en Ashland.
Entre las especies encontradas a lo largo de Salt Creek se encuentran el escarabajo tigre Salt Creek (Cicindela nevadica lincolniana), en peligro crítico, de los cuales menos de 200 individuos existieron en 2009.